# Adunarea Federală a Rusiei
Adunarea Federală a Rusiei (în limba rusă: Федеральное Собрание) este, după cum o definește Constituția Federației Ruse din 1993, adunarea legislativă a Federației Ruse.
Adunarea Federală este compusă din Duma de Stat, (camera inferioară), și Consiliul Federației Ruse, (camera superioară). Ambele camere ale parlamentului își au sediul în Moscova.
Actuala Dumă este considerată a cincea, primele 4 fiind alese în perioada 1906 – 1917.